# فراتس الأول
فراتس الأول كان ملك الإمبراطورية الفرثية من 170/168 قبل الميلاد حتى 165/64 قبل الميلاد. أخضع الآمارد وغزا أراضيهم في جبال ألبرز واستعاد هيركانيا من السلوقيون.